# Luis Orlando Lagos Vásquez
Luis Orlando Lagos Vásquez, más conocido como Chico Lagos ( 1913 - Santiago de Chile, 2007) fue un fotógrafo chileno que se encargó de los reportajes gráficos oficiales de Salvador Allende y está considerado el autor de una de las fotografías más conocidas del asedio al palacio de la Moneda.
Fue fotógrafo oficial de Salvador Allende durante casi toda su carrera política y se le atribuyen las fotografías de la organización de la defensa del Palacio de la Moneda el 11 de septiembre de 1973 ante el golpe de Estado organizado por Augusto Pinochet.
Una de las fotos que obtuvo fue premiada en el concurso organizado por World Press Photo en 1973 al haber sido publicada en The New York Times. Sin embargo, la fotografía figuró como de autor «desconocido» ya que existió un acuerdo entre el diario neoyorquino y el intermediario que ofreció las fotos de mantener en el anonimato al autor hasta que en 2007 el diario La Nación publicó la autoría de Chico Lagos.
En enero de 2007 murió en una residencia de ancianos en Santiago de Chile, al parecer aquejado de la enfermedad de Alzheimer, sin llegar a atribuirse la autoría de las fotografías.